# Kazimierz Boulge
Kazimierz Boulge (ur. 13 lutego 1976) – polski lekkoatleta, młociarz.

## Kariera
9-krotnie zajmował miejsca w czołowej "szóstce" mistrzostw kraju, 2 razy zdobywając medal brązowy. Przez całą karierę był zawodnikiem Zawiszy Bydgoszcz.

## Rekordy życiowe
- rzut młotem – 76,58 m (6 września 2001, Bydgoszcz[1]) – 11. wynik w historii polskiej lekkoatletyki